# Агаева, Хаяла Закир кызы
Хаяла Агаева (полное имя: Хаяла Закир кызы Агаева; (азерб. Xəyalə Zaкir qızı Ağayeva) 18 января 1997 года, Баку, Азербайджан)  — азербайджанская журналистка, активистка прав женщин и политическая заключённая; с 2015 года работает журналистом-репортером в Meydan TV.
6 декабря 2024 года была арестована в рамках уголовного дела, возбужденного против журналистов Meydan TV. Хаяла Агаева и еще шесть журналистов, арестованных по делу, были обвинены по статье 206.3.2 Уголовного кодекса (контрабанда, совершённая группой лиц по предварительному сговору).
В настоящее время она содержится в Бакинском следственном изоляторе Пенитенциарной службы Министерства юстиции.

## Ранее годы и журналистская деятельность
Хаяла Агаева родилась 18 января 1997 года в Баку. Училась в Бакинском Колледже Cвязи.
С 2015 года работает журналистом-репортером в Meydan TV. В ходе профессиональной деятельности она неоднократно подвергалась задержаниям, сопротивлению со стороны полиции и жестокому обращению.
В 29 мая 2019 года, Хаяла Агаева была задержана во время освещения акции протеста перед зданием Администрации президента при исполнении своих профессиональных обязанностей. Агаеву задержали более двух часов в 9-м отделении полиции Сабаильского районного управления полиции и затем отпустили.
В 19 октября 2019 года она была задержана полицией во время выполнения своей журналистской работы во время митинга оппозиции в Баку. Её продержали несколько часов в Насиминском районном управлении полиции, а затем отпустили.
В 14-15 июля 2020 года, во время акции протеста перед зданием Милли Меджлиса Хаяла Агаева столкнулась с давлением со стороны полиции при выполнении своей профессиональной деятельности: у нее отобрали телефон и служебное удостоверение.
В 14 декабря 2022 года, Хаяла Агаева с коллегой по Meydan TV Айтаджом Ахмедовой отправились на съемки акции на дороге Шуша - Ханкенди, но были задержаны там "людьми в гражданском и черных масках". Без объяснения причины их просто посадили в машину и отослали обратно. Перед тем как их отпустили, у них были изъяты телефоны, а материалы были удалены.
В ноябре 2024 года Хаяла Агаева и Айтадж Тапдыг были задержаны сотрудниками охраны во время освещения акции протеста активиста по защите прав животных К. Мамедли во время 29-й сессии Конференции сторон Рамочной конвенции Организации Объединенных Наций об изменении климата (COP29). Охранники силой отвели Агаеву и Тапдыг в служебное помещение, а затем вывели их с территории мероприятия.

## Арест и суд (2024)
Хаяла Агаева и еще шесть журналистов — главный редактор Meydan TV Айнур Эльгюнеш, журналисты и репортеры Айтадж Тапдыг, Айсель Умудова, Натиг Джавадлы, журналист-фрилансер Рамин Деко, а также заместитель директора Бакинский школы журналистики (BJM) Ульви Тахиров были арестованы 6 декабря 2024 года в Главном управлением полиции города Баку в рамках уголовного дела, возбужденного против Meydan TV. В отношении каждого из них было предъявлено обвинение по статье 206.3.2 Уголовного кодекса АР (контрабанда, совершённая группой лиц по предварительному сговору). По словам адвоката Хаяли Агаевы Назима Мусаев, девушка не признает себя виновной и связывает уголовное дело со своей журналисткой деятельностью. "Агаева не жаловалась на физическое давление. Однако на нее было оказано психологическое давление. В частности, ее заставили дать показания до прибытия ее адвоката. После того, как я приступил к ее защите, она воспользовалась правом отказаться от первичных показаний, данных в отсутствие адвоката", - отметил адвоката Мусаев.
8 декабря было рассмотрено представление следственного органа о выборе меры пресечения в отношении Хаяла Агаева. В Хатайском районном суде под председательством судьи Сюльханы Гаджиевой рассмотрены представления по делу о меры пресечение в виде ареста. Представлении следственного органа были обеспечены, и в отношении каждого из задержанных, включая Хаяла Агаева, была избрана мера пресечения в виде ареста сроком на 4 месяца. Она отрицала обвинение и связала арест с журналисткой деятельностью. Адвокат Агаевой Назим Мусаев назвал решение суда необоснованным. "Абсолютно необоснованное решение. Моя подзащитная Хаяля Агаева даже не поняла, в чем основа обвинения. За ней просто пришли и забрали из дома. В ходатайстве об аресте все было написано общими словами, никаких первичных доказательств вины журналистки не было представлено. Мы, конечно, подадим апелляцию на арест", - сказал он.
Хаяла Агаева подала апелляционную жалобу на решение Хатаинского районного суда от 8 декабря 2024 года. 13 декабря на судебном заседании в Бакинском апелляционном суде под председательством судьи Заура Гусейнова апелляционная жалоба Хаяли Агаевы была оставлена без удовлетворения, а мера пресечения в виде заключения под стражу сохранена. Адвокат Хаялы Агаевой Назим Мусаев заявил, что следователь Главного управления полиции города Баку (ГУПГБ) не смог оправдать арест Хаялы Агаевой в суде. «Я спросил, ввозила ли Хаяла Агаева деньги в страну через таможню, открыто или тайно? Следователь сказал, что нет. Я спросил, почему вы ее арестовали? Он сказал, что мы докажем, что она тоже была замешана», - сказал Мусаев.
14 января 2025 года в Хатаинском районном суде под председательством судьи  Сюльханы Гаджиевой состоялось рассмотрение ходатайства о замене меры пресечения сотруднице на домашний арест. Назим Мусаев в своей речи заявил, что если бы Хаяла Агаева работала в таможенных органах и имела миллионы денег, то сейчас она была бы на свободе. «Однако все ее богатство — это ее свобода слова, язык и подготовленные ею сюжеты. Именно поэтому она сейчас находится в тюрьме», — сказал адвокат. На судебном процессе, который прошел при участии следователя ГУПГБ Ниджата Османова, судья Сюльхана Гаджиева не удовлетворила ходатайство защиты.
Хаяла Агаева подала апелляционную жалобу на решение Хатаинского районного суда от 14 января 2025 года. 17 января на судебном заседании в Бакинском апелляционном суде апелляционная жалоба Хаяли Агаевы была оставлена без удовлетворения.
14 марта 2025 года Хатаинский районный суд рассмотрел представление следственного органа о продлении меры пресечения в виде заключения под стражу, избранной в отношении Хаялы Агаевой. Согласно решению суда под председательством судьи Айгюн Гасановой, срок содержания Агаевой под стражей продлен еще на 3 месяца.
24 июня 2025 года Хатаинский районный суд по представлению следственных органов в третий раз продлил меру пресечения Хаяли Агаевы.
2 июля 2025 года Бакинский апелляционный суд рассмотрел апелляцию на постановление о продлении меры пресечения в виде заключения под стражу (от 24 июня). Апелляция была отклонена в ходе судебного заседания под председательством судьи Ибрагим Ибрагимли.

## Международное внимание
Задержание журналистов Meydan TV подверглось резкой критике. Влиятельные международные организации обратились к властям Азербайджана с призывом освободить журналистов. Лидеры оппозиционных партий Азербайджана — Партии народного фронта Азербайджана (AXCP), партии «Мусават» и партии «Республиканская альтернатива» (REAL), а также Национального совета демократических сил — выступили с заявлениями, в которых осудили арест журналистов Meydan TV.
Международная правозащитная организация Amnesty International осудила аресты журналистов Meydan TV. "Мы осуждаем последние аресты и призываем азербайджанские власти немедленно освободить журналистов и сотрудников СМИ. Мы опасались репрессий после COP29 и теперь призываем государства-участники конференции ООН отреагировать на продолжающиеся преследования в Азербайджане, стране, которая всё ещё занимает пост председателя COP29", - говорится в заявлении организации. Недавние аресты независимых журналистов, включая сотрудников Meydan TV, являются частью репрессий, которые начались год назад и направлены на подавление независимых критических голосов, подчеркнул Amnesty International.
Организация в защиту прессы «Репортеры без границ» также осудила аресты сотрудников Meydan TV. В сообщении на аккаунте RSF на платформе X сказано: «Репортеры без границ» осуждают эти новые аресты и призывают немедленно освободить их и 13 других журналистов, содержащихся в позорных условиях по надуманным обвинениям».
Базирующийся в Нью-Йорке Комитета по защите журналистов (CPJ) осудил задержание сотрудников Meydan TV. «Власти Азербайджана должны немедленно освободить Натика Джавадлы, Хаялу Агаеву, Айтадж Тапдыг, Айнур Эльгюнеш, Айсель Умудову и Рамина Деко, а также более десятка других ведущих журналистов, арестованных по аналогичным обвинениям в последние месяцы, и прекратить беспрецедентное нападение на независимую прессу», - подчеркнул CPJ.
Международная правозащитная организация Article 19 также осудила аресты журналистов. "Спустя несколько недель после климатического саммита в Баку были задержаны по меньшей мере 7 журналистов – большинство из них из Meydan TV. Репрессии – это новое напоминание о том, что Азербайджан не терпит критики и инакомыслия. Мы должны продолжать бороться с давлением на свободу прессы", - говорится в публикации на аккаунте организации в социальной сети X.
Правозащитная организация Freedom Now тоже присоединилась к требованиям прекратить давление на независимую прессу в Азербайджане «Азербайджан продолжает жестко преследовать независимых журналистов. Последним актом репрессий стало задержание пяти журналистов телеканала Meydan TV по явно политически мотивированным основаниям. Мы призываем немедленно освободить их и положить конец этому преследованию». Об этом говорится в публикации в аккаунте организации на платформе X.
Women Press Freedom своей заявлении поддержал Meydan TV и всех журналистов в Азербайджане, которые продолжают рисковать своей безопасностью, чтобы сообщать правду. "Заставить замолчать прессу — это нападение на демократию", говориться заявлении WPF.
Посол Великобритании в Азербайджане Фергюс Олд также резко раскритиковал аресты: «Задержание журналистов Meydan TV по окончании климатической конференции COP29 — это пощечина демократическим правительствам», — написал он в своем официальном аккаунте X.

### Реакция Госдепартамента США
11 декабря 2024 года Государственный секретарь США Энтони Блинкен посвятил специальное заявление арестам активистов и журналистов в Азербайджане и призвал власти страны освободить их. Баку обвинил Блинкена в предвзятости, отвергнув претензии в подавлении гражданских свобод. В своем заявлении "Эскалация репрессий против гражданского общества и СМИ Азербайджана" Блинкен, в частности, упомянул Руфата Сафарова, Севиндж Вагифгызы, Азера Гасымлы, Фарида Мехрализаде, Бахтияра Гаджиева, недавно задержанных сотрудников Meydan TV "и многих других, арестованных за их работу в области прав человека". США призывают правительство Азербайджана немедленно освободить их, заявил Блинкен. "Соединенные Штаты глубоко обеспокоены не только этими задержаниями, но и усиливающимися репрессиями против гражданского общества и СМИ в Азербайджане", - подчеркивается в заявлении Государственного департамента США. МИД Азербайджана отреагировал на заявление Блинкена обвинив Госдеп США во вмешательстве во внутренние дела страны. Согласно заявлению ведомства, такое вмешательство продолжается "в течение последних четырех лет", и это время стало "потерянными годами для азербайджано-американских отношений".